# Matty Lewis
Matty Lewis, född 8 maj 1975 i Papillion, Nebraska och är gitarrist och vokalist i bandet Zebrahead. Han började spela gitarr och skriva låtar när han var 12 år.
När han var 22 år gammal bildade han bandet Jank 1000 med basisten Danny Isgro och trummisen Jake Horrocks. De spelade tillsammans in två album; Suburban Punks Are Go!! år 1999 och My Love Notes And Her Death Threats år 2000. Jank 1000 splittrades år 2003.
Matty fortsatte att skriva låtar och spelade på olika ställen. I december 2004 fick han ett samtal från Singerman som berättade att vokalisten i bandet Zebrahead, Justin Mauriello, nyss hade lämnat bandet. Lewis åkte då till Kalifornien och spelade med Zebrahead. Han blev officiellt kallad Zebraheads nya vokalist och presenterad till världen 12 mars 2005.
Eftersom Zebrahead blev mer och mer populära i Japan blev Matty och hans bandkamrat Ali Tabatabaee tillfrågade av SEGA att sjunga i en ny theme-sång som hette "His World". Låten dök upp i jubileumsspelet Sonic The Hedgehog från 2006 till XBOX 360 och Playstation 3
Matty är nu gift och bosatt i Las Vegas, Nevada.

## Diskografi
Studioalbum med Jank 1000
- 1999 – Suburban Punks Are Go!!
- 2000 – My Love Notes And Her Death Threats

Studioalbum med Zebrahead
- 2006 – Broadcast to the World
- 2008 – Phoenix
- 2009 – Panty Raid
- 2011 – Get Nice!
- 2013 – Call Your Friends
- 2015 – The Early Years: Revisited
- 2015 – Walk The Plank
- 2019 – Brain Invaders